# Bahnhof Korntal
Der Bahnhof Korntal liegt in Korntal-Münchingen am Streckenkilometer 3,6 der Württembergischen Schwarzwaldbahn und ist der Ausgangspunkt der Strohgäubahn. Er wird von der S-Bahn Stuttgart und von Zügen der Württembergischen Eisenbahngesellschaft bedient.

## Geschichte
Die Evangelische Brüdergemeinde Kornthal zählte in den 1860er Jahren rund 600 Einwohner. Da Pietisten erst 1819 die Gemeinde auf dem Rittergut Kornthal gründeten, besaß sie nur eine sehr kleine Gemarkung. Viele der Einwohner arbeiteten auswärts und nutzten nach der Eröffnung der Württembergischen Zentralbahn 1847 den Bahnhof Zuffenhausen.
Als der Landtag den Bau der Schwarzwaldbahn durch das Strohgäu am 13. August 1865 genehmigte, stand die Errichtung einer Station Korntal dennoch nicht fest. So ist der Anschluss an das Schienennetz auch den Bürgern der größeren Gemeinde Weil im Dorf zu verdanken, die die königliche Regierung um einen  Bahnhof bat, um nicht wirtschaftlich benachteiligt zu sein.
Als erste und vorerst einzige Station zwischen Zuffenhausen und Ditzingen eröffnete die Königlich Württembergische Staatsbahn am 23. September 1868 den Bahnhof Kornthal – später auch Kornthal-Weil im Dorf genannt. Das zweistöckige Empfangsgebäude mit seinen rötlichen Sandsteinen existiert noch. Nach der Rechtschreibreform im Jahr 1904 änderten sich der Ortsname und somit auch der Stationsname in Korntal beziehungsweise Korntal-Weil im Dorf.
Ab 1898 setzten sich mehrere Gemeinden für den Bau einer Eisenbahnlinie zwischen Zuffenhausen oder Ludwigsburg durch das nördliche Heckengäu nach Pforzheim ein. Von Pforzheim als Endpunkt sah das Eisenbahnkomitee schnell ab. Ebenso hätte Münchingen nicht berücksichtigt werden können, wenn die Bahnlinie in Ludwigsburg abgezweigt wäre. Um weiter einzusparen, wurde der Ausgangspunkt erst in Korntal errichtet. Am 13. August 1906 nahm die Württembergischen Nebenbahnen AG die Strecke bis Weissach in Betrieb.
Seit 30. Dezember 1926 verkehrte die Städtische Straßenbahn Feuerbach von Feuerbach nach Gerlingen. Sie ermöglichte den Fahrgästen aus und nach Weil im Dorf eine bequemere Reisemöglichkeit und ersparte den weiten Fußweg. Dadurch verzeichnete der Bahnhof Korntal sinkende Fahrgastzahlen. Die Bezeichnung Korntal-Weil im Dorf verschwand. Zum 1. Dezember 1937 stellte die Deutsche Reichsbahn den zweigleisigen Ausbau des Streckenabschnitts zwischen Zuffenhausen und Korntal fertig. Die Elektrifizierung von Zuffenhausen bis Leonberg erfolgte am 15. Mai 1939.
Nach dem Zweiten Weltkrieg hatte sich Korntal endgültig zu einem Wohnvorort von Stuttgart entwickelt. Am 30. Juni 1958 verlieh das Innenministerium dem Ort das Stadtrecht. Inzwischen lebten über 8.000 Einwohner in der einstigen Brüdergemeinde.
Im Mai 1962 Jahren stellte der Verkehrswissenschaftler Professor Walther Lambert dem Stuttgarter Gemeinderat seine Pläne für ein S-Bahn-Netz für die Landeshauptstadt vor. Es sollte auch den 1939 eingerichteten elektrischen Vorortbetrieb zwischen Stuttgart und Weil der Stadt ablösen. Mit der Eröffnung der S-Bahnlinie S6 am 1. Oktober 1978 setzte die Deutsche Bundesbahn die Ideen um. Der Strohgäubahn hingegen drohte immer wieder die Stilllegung aufgrund mangelnder Fahrgastzahlen. Aber auch ihre Elektrifizierung und Eingliederung in das Netz der Stadtbahn Stuttgart war zeitweilig geplant. Durch Investitionen der Landkreise Ludwigsburg und Böblingen blieb sie bestehen.

### Ausblick
Bis 2030 soll die S-Bahn-Station barrierefrei ausgebaut werden. 2029 sollen die Bahnsteige auf S-Bahn-Niveau (96 cm) erhöht werden.
Der Bahnhof ist Teil des Planbereichs 1 (Böblingen) des Digitalen Knotens Stuttgart, dessen Baubeginn 2027 und dessen Inbetriebnahme für 2030 geplant ist.

### Strohgäubahn
Die Züge der Strohgäubahn fuhren seit Beginn in den Staatsbahnhof ein. Westlich, zwischen der Staatsbahn und der Strohgäubahn, gab es einen Betriebsbahnhof mit Umsetzgleis, Abstellgleisen und Lokschuppen. Hier steht inzwischen eine große Fahrzeughalle. 1978 erhielt die Bahn einen eigenen Bahnsteig westlich des Empfangsgebäudes mit einem Stumpfgleis (Gleis 7).

## Bahnbetrieb

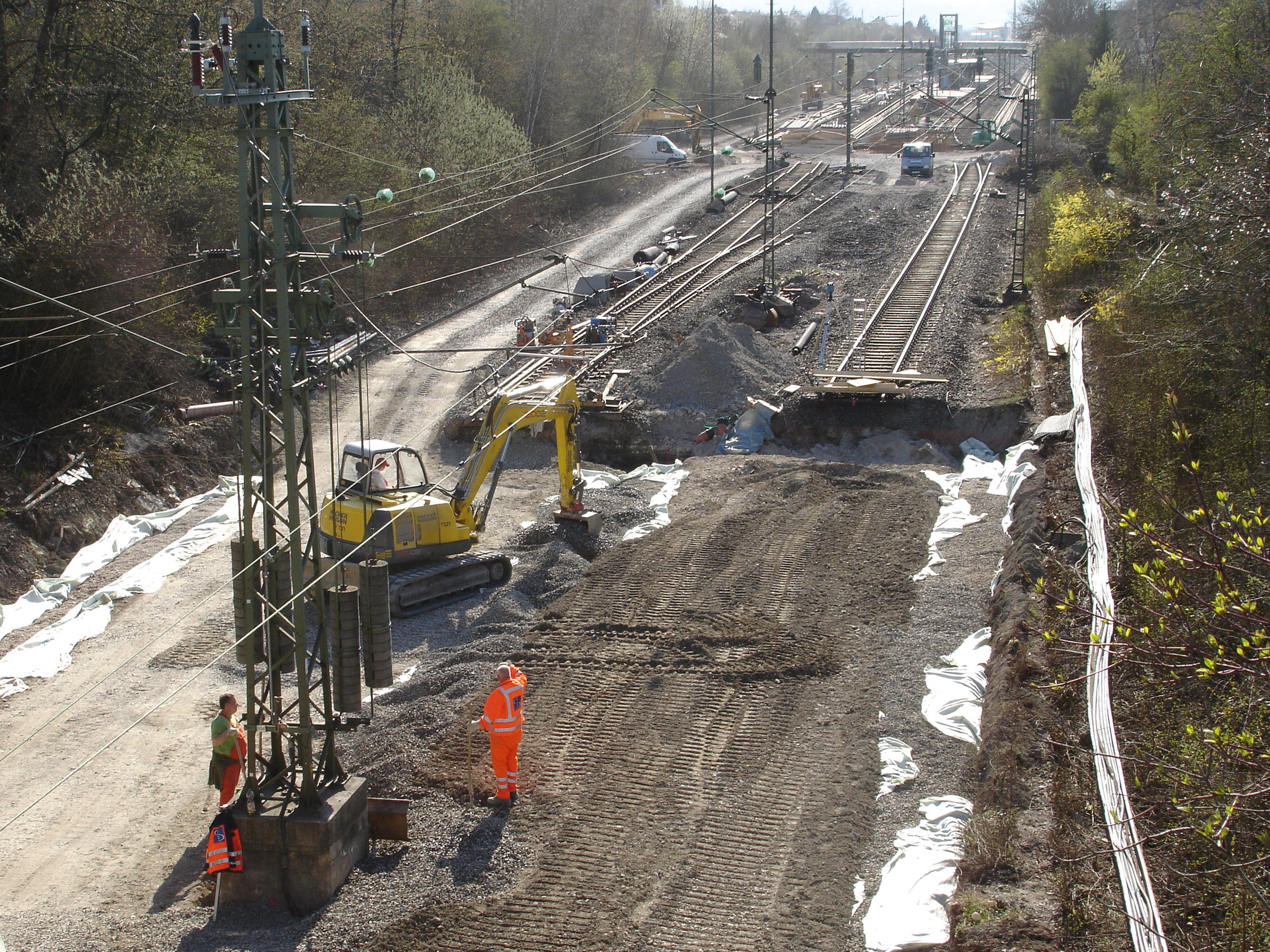
Gleisbaumaßnahmen im Frühjahr 2010

Den Bahnhof bedienen die Linien S6 und S60 der S-Bahn Stuttgart und Züge der Württembergischen Eisenbahngesellschaft (WEG). Seit September 2022 fährt hier zu Stoßzeiten die Express-S-Bahn S62 (Weil der Stadt – Zuffenhausen), welche nicht an allen Unterwegsstationen hält.
An Gleis 1, dem Hausbahnsteig, halten die S-Bahnen Richtung Leonberg. Gleis zwei dient durchfahrenden Zügen. An Gleis 3 halten die S-Bahnen in Richtung Stuttgart. Gleis 4 verfügt über keinen Bahnsteig und wird vorwiegend als Abstellgleis genutzt. Auch fehlt hier die Oberleitung. Gleis 7 ist ein Kopfgleis, dessen Bahnsteig mit dem Hausbahnsteig verbunden ist. Hier starten die Züge der Strohgäubahn Richtung Münchingen und Heimerdingen.
Der Bahnhof Korntal ist der Preisklasse 4 zugeordnet.

### S-Bahn
| Linie | Linienverlauf |
| ----- | --- |
| S 6   | Weil der Stadt – Renningen – Leonberg – Zuffenhausen – Hauptbahnhof – Schwabstraße (Verstärkerzüge im Berufsverkehr zwischen Leonberg und Schwabstraße) |
| S 60  | Böblingen – Sindelfingen – Magstadt – Renningen – Leonberg – Zuffenhausen – Hauptbahnhof – Schwabstraße                                                 |
| S 62  | Weil der Stadt – Leonberg – Ditzingen – Weilimdorf – Korntal – Zuffenhausen                                                                             |

### Regionalverkehr
| Linie    | Linienverlauf                                                                           |
| -------- | --------------------------------------------------------------------------------------- |
| WEG RB47 | Korntal – Münchingen Rührberg – Münchingen – Schwieberdingen – Hemmingen – Heimerdingen |